# Jean-Marc Ferreri
Jean-Marc Ferreri (Charlieu, 26 de dezembro de 1962) é um ex-futebolista profissional francês que atuava como meia-atacante. 

## Carreira
Jean-Marc Ferreri representou o seu país na Copa do Mundo de 1986. E ganhando a Euro 1984.